# Smedjebackens Kommuns Förvaltnings AB
Smedjebackens Kommuns Förvaltnings AB är ett svenskt förvaltningsbolag som agerar moderbolag för de verksamheter som Smedjebackens kommun har valt att driva i aktiebolagsform. Bolaget ägs helt av kommunen.

## Bolag
Källa: 
- Barken Vatten & Återvinning AB
  - WBAB (50%)
- Bärkehus Aktiebolag
- Smedjebacken Energi AB
  - Smedjebacken Energi Nät Aktiebolag